# Stadio (album)
Stadio è l'album d'esordio del gruppo pop rock italiano Stadio, pubblicato su vinile dall'etichetta discografica RCA Italiana (catalogo PL 31617) nel 1982, anticipato dal singolo Chi te l'ha detto?/Grande figlio di puttana (1981).

## Il disco
Spesso considerato un ep (alla stregua di Chiedi chi erano i Beatles) a causa della sua limitata durata (di poco superiore alla mezz'ora), fu registrato nel 1980 e pubblicato due anni dopo. 

Nel 1990 il titolo è stato ristampato dalla BMG Ariola, sia su lp (catalogo NL 74235), sia su CD senza rimasterizzazione (catalogo ND 74235), mantenendo lo stesso ordine delle tracce. 

Il 19 ottobre 1998 Sony Music Italia ha pubblicato e reso disponibile per il download digitale una versione rimasterizzata dell'album, categorizzandolo definitivamente come ep.

## I brani
- Chi te l'ha detto?, Grande figlio di puttana, Un fiore per Hal
Fanno tutti parte della colonna sonora del film Borotalco (1982) di Carlo Verdone. Solo i primi due sono stati anche inseriti nell'antologia Il canto delle pellicole (1996), entrambi in versione dal vivo[3].
- Navigando controvento
Esordio di Luca Carboni come autore[1].
- Un fiore per Hal - ispirata al supercomputer pensante HAL 9000 di 2001: Odissea nello spazio del 1968 - è di fatto una mini suite di chiara ascendenza prog ed è l'unica composizione, in tutta la discografia della band, a subire questo tipo di influenza[4].

## Tracce
Gli autori del testo precedono i compositori della musica da cui sono separati con un trattino.
Edizioni musicali RCA Italiana, Assist.
Lato A
1. Sole domani – 5:38 (testo: Gianfranco Baldazzi – musica: Gaetano Curreri)
2. Grande figlio di puttana – 4:52 (testo: Lucio Dalla, Gianfranco Baldazzi – musica: Giovanni Pezzoli, Gaetano Curreri)
3. Navigando controvento – 4:38 (testo: Luca Carboni, Lucio Dalla – musica: Giovanni Pezzoli, Gaetano Curreri)

Lato B
1. Chi te l'ha detto? – 4:50 (testo: Lucio Dalla, Gianfranco Baldazzi – musica: Gaetano Curreri)
2. Un fiore per Hal (parte I e II) – 7:46 (testo: Lucio Dalla – musica: Fabio Liberatori)
3. Buonanotte Berlino – 4:02 (testo: Ambrogio Lo Giudice – musica: Giovanni Pezzoli, Gaetano Curreri)

## Formazione
Gruppo
- Gaetano Curreri – voce, tastiera
- Fabio Liberatori – tastiere
- Ricky Portera (*) – chitarra acustica ed elettrica, voce
- Marco Nanni – basso, voce
- Giovanni Pezzoli – batteria, percussioni

(*) Chitarra solista in A2; voce solista, con intermezzo di Lucio Dalla, in B2.
Altri musicisti
- Jimmy Villotti – chitarra